# Чериково
Чериково (рос. Чериково) — присілок в Жуковському районі Калузької області Російської Федерації.
Населення становить 19 осіб. Входить до складу муніципального утворення Село Істя.

## Історія
Від 2004 року входить до складу муніципального утворення Село Істя

## Населення
| 2002 | 2010 |
| ---- | ---- |
| 3    | ↗19  |